# Phoebastria immutabilis
L'albatro di Laysan (Phoebastria immutabilis Rothschild, 1893) è un grosso uccello marino diffuso in tutto il Pacifico settentrionale. Questo volatile, di dimensioni piuttosto piccole rispetto agli altri membri della famiglia dei Diomedeidi, è la seconda specie di uccello marino più comune delle Isole Hawaii, dove si stima ne vivano 2,5 milioni di esemplari; inoltre, sta colonizzando (o forse ricolonizzando) altre isole. Prende il nome da Laysan, una delle Isole Hawaii Nord-occidentali; su quest'isola, infatti, è presente la colonia più numerosa di questi uccelli.
Una femmina di questa specie, battezzata Wisdom, con più di settant'anni a Novembre 2024 è considerato l'uccello selvatico più anziano al Mondo.

## Descrizione
L'albatro di Laysan è piuttosto facile da identificare all'interno del suo areale nord-pacifico, dato che l'altra specie di albatro più comune su quelle acque, quello piedineri, è completamente nero. Si differenzia anche dal rarissimo albatro codacorta per avere il dorso tutto nero e dimensioni minori. Il piumaggio bicolore dell'albatro di Laysan è stato paragonato a quello di un gabbiano: le ali e il dorso sono grigio scuri, mentre il ventre e la testa sono bianchi.

## Comportamento e distribuzione
L'albatro di Laysan ha un vasto areale che ricopre tutto il Pacifico settentrionale. Le colonie più numerose si trovano sulle Isole Hawaii, soprattutto su Midway e Laysan. Nidifica anche sulle Isole Bonin, nei pressi del Giappone, ed ha recentemente iniziato a colonizzare perfino le isole al largo del Messico, come Guadalupe. Quando abbandona i luoghi ove nidifica si spinge fino al Giappone, all'Alaska e alla California, sebbene si mantenga sempre piuttosto lontano dalle coste.
È un animale coloniale e nidifica, spesso in gran numero, su isolotti e atolli remoti. Ha un ciclo riproduttivo molto lungo: i giovani tornano alla colonia tre anni dopo aver imparato a volare, ma non si accoppiano fino a sette od otto anni d'età. Durante questi quattro o cinque anni stabiliscono i primi contatti con i partner che li accompagneranno per tutta la vita. Il rituale di corteggiamento comprende elaborate «danze» composte da almeno 25 vari tipi di movimenti.
Entrambi i genitori si prendono cura dell'unico uovo, ma il maschio è sempre il primo a covarlo non appena la femmina lo ha deposto. L'incubazione dura circa 65 giorni, ma il piccolo continua ad essere covato anche nelle prime settimane di vita; dopo questo periodo i genitori si spingono in mare aperto alla ricerca del cibo con cui nutriranno il nidiaceo. Quest'ultimo impara a volare dopo circa 160 giorni.

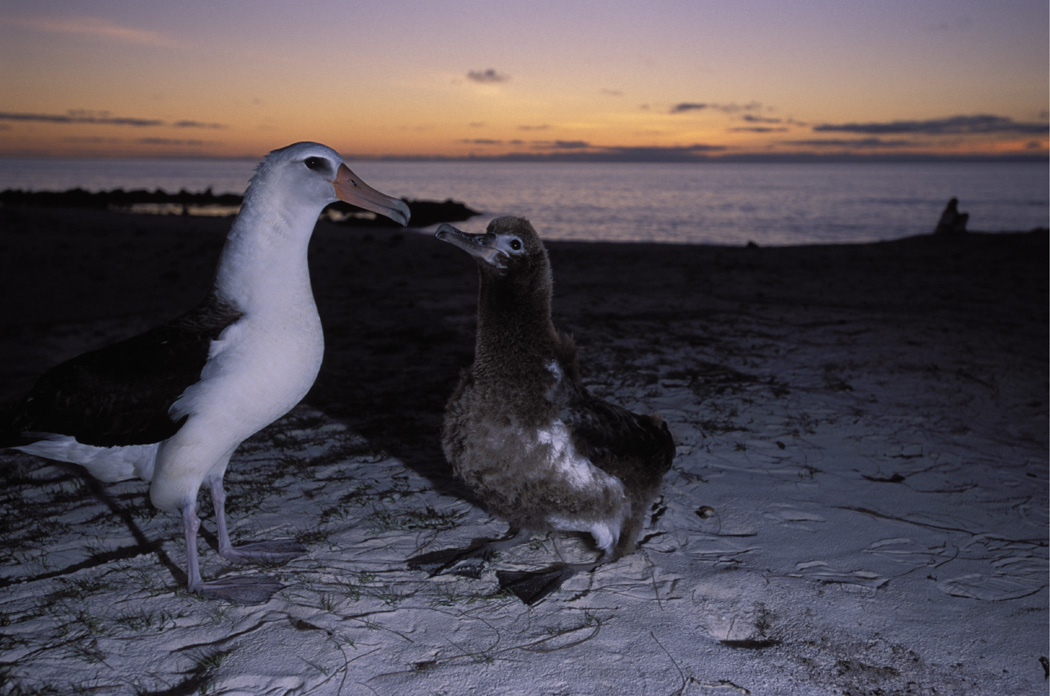
Albatro di Laysan con il suo pulcino sull'Isola di Midway

## Conservazione
Nonostante sia una specie piuttosto comune, l'albatro di Laysan non si è ancora ripreso dalla caccia su larga scala subita agli inizi del XX secolo, quando i cacciatori di piume ne uccisero molte centinaia di migliaia di esemplari, facendolo scomparire dall'Isola di Wake e dall'Atollo di Johnston. Allo scopo di fermare questo massacro il Governo delle Isole Hawaii Nord-occidentali dichiarò questo uccello (così come altri albatri) specie protetta. Nonostante questo la sopravvivenza dell'albatro di Laysan è tuttora minacciata dalla pesca coi palamiti e dall'ingestione dei contenitori di plastica galleggianti, tanto che l'Unione Internazionale per la Conservazione della Natura lo classifica come vulnerabile. È inoltre risaputo che su alcune delle isole colonizzate recentemente i gatti rinselvatichiti catturano questi uccelli durante la cova, così come i loro pulcini. In alcuni luoghi questi ultimi sono minacciati anche dalle formiche testagrossa.
Ogni anno l'avvelenamento da piombo uccide migliaia di albatri di Laysan sull'Atollo di Midway, che fa parte del nuovo Monumento Nazionale Marino delle Hawaii Nord-occidentali, istituito dal Presidente George Bush nell'estate del 2006. Proprio allo scopo di dare un rifugio sicuro a questa specie è stato creato all'interno della riserva un apposito Rifugio Naturale.